# سد ویلیوی
سد ویلیوی (به لاتین: Vilyuy Dam) یک سد و نیروگاه برقابی در روسیه است که در یاقوتستان واقع شده‌است.